# Danh sách quận ở Hàn Quốc
Quận hoặc gu là đơn vị hành chính ở Hàn Quốc. Có hai loại quận ở Hàn Quốc. Một là quận tự trị (자치구, 自治區) của thành phố đặc biệt hoặc đô thị và loại còn lại là quận không tự trị (일반구, 一般區) của một số thành phố. Thành phố với hơn 500.000 người được phép có gu (trường hợp ngoại lệ đáng chú ý của quy định này là thành phố Gimhae, Hwaseong, và Namyangju).
| Quận              | Tiếng Hàn  | Hanja      | Thành phố | Dân số (2012) | Diện tích | Thành lập (YYYY-MM-DD) | Loại         |
| ----------------- | ---------- | ---------- | --------- | ------------- | --------- | ---------------------- | ------------ |
| Danwon-gu         | 단원구     | 檀園區     | Ansan     | 335,849       | 91.23     | 2002-11-01             | Không tự trị |
| Sangnok-gu        | 상록구     | 常綠區     | Ansan     | 380,574       | 57.83     | 2002-11-01             | Không tự trị |
| Dongan-gu         | 동안구     | 東安區     | Anyang    | 353,381       | 21.92     | 1992-10-01             | Không tự trị |
| Manan-gu          | 만안구     | 萬安區     | Anyang    | 265,462       | 36.54     | 1992-10-01             | Không tự trị |
| Ojeong-gu         | 오정구     | 梧亭區     | Bucheon   | 194,941       | 20.03     | 1993-02-01             | Không tự trị |
| Sosa-gu           | 소사구     | 素砂區     | Bucheon   | 232,809       | 12.83     | 1988-01-01             | Không tự trị |
| Wonmi-gu          | 원미구     | 遠美區     | Bucheon   | 445,468       | 20.58     | 1988-01-01             | Không tự trị |
| Quận Buk          | 북구       | 北區       | Busan     | 309,602       | 39.44     | 1978-02-15             | Tự trị       |
| Quận Busanjin     | 부산진구   | 釜山鎭區   | Busan     | 394,931       | 29.69     | 1957-01-01             | Tự trị       |
| Quận Dong         | 동구       | 東區       | Busan     | 101,251       | 9.78      | 1957-01-01             | Tự trị       |
| Quận Gangseo      | 강서구     | 江西區     | Busan     | 62,963        | 180.24    | 1988-01-01             | Tự trị       |
| Quận Geumjeong    | 금정구     | 金井區     | Busan     | 255,979       | 65.17     | 1988-01-01             | Tự trị       |
| Quận Haeundae     | 해운대구   | 海雲臺區   | Busan     | 425,872       | 51.46     | 1980-01-01             | Tự trị       |
| Quận Jung         | 중구       | 中區       | Busan     | 49,011        | 2.82      | 1957-01-01             | Tự trị       |
| Quận Nam          | 남구       | 南區       | Busan     | 296,955       | 26.77     | 1975-10-01             | Tự trị       |
| Quận Saha         | 사하구     | 沙下區     | Busan     | 357,060       | 40.96     | 1983-12-15             | Tự trị       |
| Quận Sasang       | 사상구     | 沙上區     | Busan     | 256,347       | 36.06     | 1995-03-01             | Tự trị       |
| Quận Seo          | 서구       | 西區       | Busan     | 124,896       | 13.88     | 1957-01-01             | Tự trị       |
| Quận Suyeong      | 수영구     | 水營區     | Busan     | 177,575       | 10.20     | 1995-03-01             | Tự trị       |
| Quận Yeongdo      | 영도구     | 影島區     | Busan     | 144,852       | 14.13     | 1957-01-01             | Tự trị       |
| Quận Yeonje       | 연제구     | 蓮堤區     | Busan     | 214,056       | 12.08     | 1995-03-01             | Tự trị       |
| Jinhae-gu         | 진해구     | 鎭海區     | Changwon  | 179,015       | 120.14    | 2010-07-01             | Không tự trị |
| Masanhappo-gu     | 마산합포구 | 馬山合浦區 | Changwon  | 186,757       | 240.23    | 2010-07-01             | Không tự trị |
| Masanhoewon-gu    | 마산회원구 | 馬山會原區 | Changwon  | 223,956       | 90.58     | 2010-07-01             | Không tự trị |
| Seongsan-gu       | 성산구     | 城山區     | Changwon  | 250,103       | 82.09     | 2010-07-01             | Không tự trị |
| Uichang-gu        | 의창구     | 義昌區     | Changwon  | 250,702       | 211.22    | 2010-07-01             | Không tự trị |
| Heungdeok-gu      | 흥덕구     | 興德區     | Cheongju  | 256,681       | 198.27    | 2014-07-01             | Không tự trị |
| Sangdang-gu       | 상당구     | 上黨區     | Cheongju  | 179,867       | 404.44    | 2014-07-01             | Không tự trị |
| Cheongwon-gu      | 청원구     | 淸原區     | Cheongju  | 162,422       | 214.99    | 2014-07-01             | Không tự trị |
| Seowon-gu         | 서원구     | 西原區     | Cheongju  | 228,659       | 114.88    | 2014-07-01             | Không tự trị |
| Dongnam-gu        | 동남구     | 東南區     | Cheonan   | 250,906       | 438.52    | 2008-06-23             | Không tự trị |
| Seobuk-gu         | 서북구     | 西北區     | Cheonan   | 315,577       | 197.70    | 2008-06-23             | Không tự trị |
| Quận Jung         | 중구       | 中區       | Daegu     | 77,095        | 7.06      | 1963-01-01             | Tự trị       |
| Quận Dong         | 동구       | 東區       | Daegu     | 341,616       | 182.22    | 1963-01-01             | Tự trị       |
| Quận Seo          | 서구       | 西區       | Daegu     | 223,681       | 17.48     | 1963-01-01             | Tự trị       |
| Quận Nam          | 남구       | 南區       | Daegu     | 169,765       | 17.44     | 1963-01-01             | Tự trị       |
| Quận Buk          | 북구       | 北區       | Daegu     | 450,852       | 94.09     | 1963-01-01             | Tự trị       |
| Suseong-gu        | 수성구     | 壽城區     | Daegu     | 461,473       | 76.46     | 1980-04-01             | Tự trị       |
| Dalseo-gu         | 달서구     | 達西區     | Daegu     | 606,178       | 62.34     | 1988-01-01             | Tự trị       |
| Daedeok           | 대덕구     | 大德區     | Daejeon   | 207,312       | 68.45     | 1989-01-01             | Tự trị       |
| Quận Dong         | 동구       | 東區       | Daejeon   | 248,344       | 136.61    | 1977-09-01             | Tự trị       |
| Quận Jung         | 중구       | 中區       | Daejeon   | 77,095        | 7.06      | 1977-09-01             | Tự trị       |
| Quận Seo          | 서구       | 西區       | Daejeon   | 223,681       | 17.48     | 1988-01-01             | Tự trị       |
| Yuseong-gu        | 유성구     | 儒城區     | Daejeon   | 288,618       | 177.27    | 1989-01-01             | Tự trị       |
| Deogyang-gu       | 덕양구     | 德陽區     | Goyang    | 393,479       | 165.51    | 1996-03-01             | Không tự trị |
| Ilsandong-gu      | 일산동구   | 一山東區   | Goyang    | 275,159       | 59.13     | 1996-03-01             | Không tự trị |
| Ilsanseo-gu       | 일산서구   | 一山西區   | Goyang    | 289,745       | 42.77     | 2005-05-16             | Không tự trị |
| Quận Buk          | 북구       | 北區       | Gwangju   | 469,045       | 121.74    | 1980-04-01             | Tự trị       |
| Quận Dong         | 동구       | 東區       | Gwangju   | 101,582       | 48.86     | 1973-07-01             | Tự trị       |
| Gwangsan-gu       | 광산구     | 光山區     | Gwangju   | 370,527       | 222.91    | 1988-01-01             | Tự trị       |
| Quận Nam          | 남구       | 南區       | Gwangju   | 217,934       | 61.02     | 1995-09-01             | Tự trị       |
| Quận Seo          | 서구       | 西區       | Gwangju   | 302,280       | 46.71     | 1973-07-01             | Tự trị       |
| Quận Bupyeong     | 부평구     | 富平區     | Incheon   | 562,110       | 31.99     | 1968-01-01             | Tự trị       |
| Quận Dong         | 동구       | 東區       | Incheon   | 79,624        | 7.19      | 1968-01-01             | Tự trị       |
| Quận Gyeyang      | 계양구     | 桂陽區     | Incheon   | 345,671       | 45.58     | 1995-03-01             | Tự trị       |
| Quận Jung         | 중구       | 中區       | Incheon   | 93,520        | 123.09    | 1968-01-01             | Tự trị       |
| Quận Nam          | 남구       | 南區       | Incheon   | 419,683       | 24.85     | 1968-01-01             | Tự trị       |
| Quận Namdong      | 남동구     | 南洞區     | Incheon   | 491,038       | 56.99     | 1988-01-01             | Tự trị       |
| Quận Seo          | 서구       | 西區       | Incheon   | 420,939       | 113.91    | 1988-01-01             | Tự trị       |
| Quận Yeonsu       | 연수구     | 延壽區     | Incheon   | 283,840       | 42.74     | 1995-03-01             | Tự trị       |
| Deokjin-gu        | 덕진구     | 德津區     | Jeonju    | 283,813       | 110.79    | 1989-05-01             | Không tự trị |
| Wansan-gu         | 완산구     | 完山區     | Jeonju    | 361,038       | 95.22     | 1989-05-01             | Không tự trị |
| Buk-gu            | 북구       | 北區       | Pohang    | 262,581       | 393.33    | 1995-01-01             | Không tự trị |
| Nam-gu            | 남구       | 南區       | Pohang    | 253,278       | 735.48    | 1995-01-01             | Không tự trị |
| Bundang-gu        | 분당구     | 盆唐區     | Seongnam  | 485,767       | 69.35     | 1991-09-17             | Không tự trị |
| Jungwon-gu        | 중원구     | 中原區     | Seongnam  | 256,298       | 26.38     | 1989-05-01             | Không tự trị |
| Sujeong-gu        | 수정구     | 壽井區     | Seongnam  | 237,986       | 45.99     | 1989-05-01             | Không tự trị |
| Quận Dobong       | 도봉구     | 道峰區     | Seoul     | 366,879       | 20.70     | 1973-07-01             | Tự trị       |
| Quận Dongdaemun   | 동대문구   | 東大門區   | Seoul     | 366,633       | 14.20     | 1943-06-10             | Tự trị       |
| Quận Dongjak      | 동작구     | 銅雀區     | Seoul     | 402,567       | 16.35     | 1980-04-01             | Tự trị       |
| Quận Eunpyeong    | 은평구     | 恩平區     | Seoul     | 491,741       | 29.71     | 1979-10-01             | Tự trị       |
| Quận Gangbuk      | 강북구     | 江北區     | Seoul     | 345,502       | 23.61     | 1995-03-01             | Tự trị       |
| Quận Gangdong     | 강동구     | 江東區     | Seoul     | 496,364       | 24.58     | 1979-10-01             | Tự trị       |
| Quận Gangnam      | 강남구     | 江南區     | Seoul     | 570,392       | 39.54     | 1975-10-01             | Tự trị       |
| Quận Gangseo      | 강서구     | 江西區     | Seoul     | 571,526       | 41.42     | 1977-09-01             | Tự trị       |
| Quận Geumcheon    | 금천구     | 衿川區     | Seoul     | 243,280       | 13.01     | 1995-03-01             | Tự trị       |
| Quận Guro         | 구로구     | 九老區     | Seoul     | 422,322       | 20.12     | 1980-04-01             | Tự trị       |
| Quận Gwanak       | 관악구     | 冠岳區     | Seoul     | 529,195       | 29.57     | 1973-07-01             | Tự trị       |
| Quận Gwangjin     | 광진구     | 廣津區     | Seoul     | 373,608       | 17.05     | 1995-03-01             | Tự trị       |
| Quận Jongno       | 종로구     | 鍾路區     | Seoul     | 169,217       | 23.91     | 1943-06-10             | Tự trị       |
| Quận Jung         | 중구       | 中區       | Seoul     | 132,224       | 9.96      | 1943-06-10             | Tự trị       |
| Quận Jungnang     | 중랑구     | 中浪區     | Seoul     | 425,668       | 18.51     | 1988-01-01             | Tự trị       |
| Quận Mapo         | 마포구     | 麻浦區     | Seoul     | 392,635       | 23.87     | 1944-11-01             | Tự trị       |
| Quận Nowon        | 노원구     | 蘆原區     | Seoul     | 605,756       | 35.44     | 1988-01-01             | Tự trị       |
| Quận Seocho       | 서초구     | 瑞草區     | Seoul     | 432,934       | 47.00     | 1988-01-01             | Tự trị       |
| Quận Seodaemun    | 서대문구   | 西大門區   | Seoul     | 318,467       | 17.60     | 1943-06-10             | Tự trị       |
| Quận Seongbuk     | 성북구     | 城北區     | Seoul     | 488,036       | 24.57     | 1949-08-13             | Tự trị       |
| Quận Seongdong    | 성동구     | 城東區     | Seoul     | 127,748       | 16.85     | 1943-06-10             | Tự trị       |
| Quận Songpa       | 송파구     | 松坡區     | Seoul     | 684,028       | 33.88     | 1988-01-01             | Tự trị       |
| Quận Yangcheon    | 양천구     | 陽川區     | Seoul     | 498,819       | 17.40     | 1988-01-01             | Tự trị       |
| Quận Yeongdeungpo | 영등포구   | 永登浦區   | Seoul     | 403,062       | 24.56     | 1943-06-10             | Tự trị       |
| Quận Yongsan      | 용산구     | 龍山區     | Seoul     | 247,206       | 21.87     | 1943-06-10             | Tự trị       |
| Gwonseon-gu       | 권선구     | 勸善區     | Suwon     | 307,410       | 47.30     | 1988-07-01             | Không tự trị |
| Jangan-gu         | 장안구     | 長安區     | Suwon     | 293,485       | 33.17     | 1988-07-01             | Không tự trị |
| Paldal-gu         | 팔달구     | 八達區     | Suwon     | 214,653       | 13.08     | 1993-02-01             | Không tự trị |
| Yeongtong-gu      | 영통구     | 靈通區     | Suwon     | 261,008       | 27.46     | 2003-11-24             | Không tự trị |
| Quận Buk          | 북구       | 北區       | Ulsan     | 181,611       | 157.35    | 1997-07-15             | Tự trị       |
| Quận Dong         | 동구       | 東區       | Ulsan     | 170,639       | 36.01     | 1988-01-01             | Tự trị       |
| Quận Jung         | 중구       | 中區       | Ulsan     | 232,421       | 36.99     | 1985-07-15             | Tự trị       |
| Quận Nam          | 남구       | 南區       | Ulsan     | 343,487       | 72.55     | 1985-07-15             | Tự trị       |
| Cheoin-gu         | 처인구     | 處仁區     | Yongin    | 209,893       | 467.57    | 2005-10-31             | Không tự trị |
| Giheung-gu        | 기흥구     | 器興區     | Yongin    | 365,632       | 81.68     | 2005-10-31             | Không tự trị |
| Suji-gu           | 수지구     | 水枝區     | Yongin    | 314,757       | 42.10     | 2005-10-31             | Không tự trị |

### Quận đổi tên
- Ilsan-gu → Ilsandong-gu, Goyang (16 tháng 5 năm 2005)
- Quận Buk → Quận Bupyeong, Incheon (1 tháng 3 năm 1995)
- Jung-gu → Wonmi-gu, Bucheon (1 tháng 2 năm 1993)
- Nam-gu → Sosa-gu, Bucheon (1 tháng 2 năm 1993)

### Quận không tồn tại
- Happo-gu (합포구; 合浦區), Masan (1 tháng 7 năm 1990–1 tháng 1 năm 2001)
- Hoewon-gu (회원구; 會原區), Masan (1 tháng 7 năm 1990–1 tháng 1 năm 2001)
- Ulju-gu (울주구; 蔚州區), Ulsan (1 tháng 1 năm 1995–15 tháng 7 năm 1997)